# Fernando Alberto Galetti
Fernando Alberto Galetti (Mar del Plata, 19 luglio 1972) è un ex calciatore argentino, di ruolo attaccante.

## Biografia
In patria era soprannominato el Flaco. È sposato ed ha una figlia ed ha scelto di continuare a vivere in Puglia, dopo il ritiro, tra Brindisi e Monopoli.

## Carriera
Inizia la carriera col Quilmes, con cui tra il 1991 ed il 1992 milita nella massima serie argentina. Successivamente passa al Gimnasia La Plata, con cui gioca in totale 5 partite nella massima serie argentina (nella quale segna un gol, il 12 giugno 1993 nella partita del campionato di Clausura 1993 pareggiata per 1-1 in casa contro il Lanus) e vince la Copa Centenario de la AFA, nella quale disputa 3 partite senza mai segnare. Dopo aver giocato nelle serie minori con la maglia del Germinal de Rawson, nella stagione 1996-1997 gioca nella seconda serie argentina con l'Aldosivi, con cui realizza una rete in 6 presenze. Successivamente gioca nella massima serie messicana col Toluca (con cui vince anche il campionato) ed in quella venezuelana col Minervén. Nel 1999 si trasferisce in Italia, ai calabresi della Vigor Lamezia, con i quali nella stagione 1999-2000 segna 14 reti in Serie D, ottenendo un terzo posto in classifica. Nella stagione 2000-2001 cambia maglia e si accasa al Casarano, con cui segna 2 reti in 13 presenze in Serie D; nel gennaio del 2001 fa però ritorno alla Vigor Lamezia, con cui conclude la stagione segnando altri 5 gol in 7 presenze nel massimo torneo dilettantistico italiano. Nell'estate del 2001 cambia nuovamente maglia e va a giocare al Gela, formazione di Serie C2, con la cui maglia nella stagione 2001-2002 mette a segno 5 reti in 28 presenze nel campionato di quarta serie, che i siciliani concludono al decimo posto in classifica. Rimane in Sicilia anche nella stagione successiva, nella quale milita però nel Vittoria, impegnato nel campionato di Serie D, nel quale l'attaccante argentino va a segno per 13 volte in 31 presenze contribuendo alla promozione in Serie C2 dei biancorossi, che salgono nei professionisti dopo essere arrivati quarti in classifica ed aver vinto i play-off. Nella stagione 2003-2004 e nella stagione 2004-2005 gioca in D con gli abruzzesi del Val di Sangro, con cui nel primo anno segna 10 gol in 31 partite e nel secondo anno aggiunge 17 gol in 34 incontri, partecipando anche ai play-off, ai quali il Val di Sangro si era qualificato dopo il secondo posto nel proprio girone.
Nel 2005 Galetti cambia nuovamente maglia, accasandosi questa volta ai pugliesi del Monopoli, sempre in Serie D; nel suo primo anno in biancoverde ottiene la seconda promozione in Serie C2 della sua carriera in seguito al secondo posto ottenuto in campionato, competizione nella quale l'attaccante argentino mette a segno 14 reti in 27 presenze; viene riconfermato anche per la stagione 2006-2007, disputata nel campionato di Serie C2, nel quale l'attaccante segna 11 gol in 28 presenze. I pugliesi si qualificano inoltre per i play-off, nei quali Galetti gioca entrambi gli incontri disputati contro il Benevento, che vincendo per 3-0 la partita di ritorno si qualifica per la finale eliminando il Monopoli. Galetti rimane a Monopoli anche nella stagione 2007-2008, che si conclude con un sesto posto in classifica per la sua squadra e con 10 gol in 31 partite per l'attaccante. Dopo tre anni nel Monopoli nell'estate del 2008 va a giocare nel Brindisi, con la cui maglia nella stagione 2008-2009 segna 23 reti in 31 presenze e vince il campionato di Serie D; nella stagione 2009-2010 gioca 17 partite in Lega Pro Seconda Divisione col Brindisi, più un'ulteriore partita nella semifinale play-off contro l'Atletico Roma. Nel 2011 fa ritorno dopo dieci anni al Casarano, con cui nella stagione 2010-2011 realizza 3 reti in 16 presenze in Serie D; l'anno seguente torna invece al Brindisi, ripartito dalla Serie D dopo il fallimento dell'anno precedente; in biancazzurro Galetti segna 11 reti in 33 presenze nel campionato di Serie D, nel quale i pugliesi arrivano quinti in classifica per poi perdere la semifinale play-off contro la Sarnese. Nella stagione 2012-2013 scende di categoria, andando a giocare nell'Eccellenza pugliese al San Severo; con la sua nuova squadra realizza 11 reti in 31 presenze e vince il campionato, venendo riconfermato anche per la stagione 2013-2014, nella quale va a segno per 3 volte in 13 presenze in Serie D. Nel dicembre del 2013 si libera dal San Severo e va a giocare nell'Eccellenza calabrese con il Castrovillari, con cui gioca 14 partite di campionato (chiuso con un secondo posto in classifica) ed ottiene la qualificazione ai play-off nazionali, nei quali i rossoneri vengono eliminati in semifinale dal Parmonval con un complessivo 2-1 fra andata e ritorno.
Inizia la stagione 2014-2015 al Locorotondo, con cui gioca 22 partite nell'Eccellenza pugliese; nel gennaio del 2015 passa ai foggiani della Gioventù Calcio Daunia.

## Palmarès

### Club

#### Competizioni nazionali
- Copa Centenario de la AFA: 1

Gimnasia La Plata: 1993
- Campionato messicano: 1

Toluca: Verano 1998
- Serie D: 1

Brindisi: 2008-2009

#### Competizioni regionali
- Eccellenza: 1

San Severo: 2012-2013